# Campeonato Argentino de Futebol de 1916
O Campeonato Argentino de Futebol de 1916, originalmente denominado Copa Campeonato 1916, foi o vigésimo oitavo torneio da Primeira Divisão do futebol argentino. O certame começou em 26 de março e terminou em 24 de dezembro de 1916. O Racing Club conquistou o seu quarto título de campeão argentino.

## Participantes
| Equipe                      | Cidade       |
| --------------------------- | ------------ |
| Argentino de Quilmes        | Quilmes      |
| Atlanta                     | Buenos Aires |
| Banfield                    | Banfield     |
| Belgrano Athletic           | Buenos Aires |
| Boca Juniors                | Buenos Aires |
| Columbian                   | Buenos Aires |
| Estudiantes                 | Buenos Aires |
| Estudiantes de La Plata     | La Plata     |
| Estudiantil Porteño         | Buenos Aires |
| Ferro Carril Oeste          | Buenos Aires |
| Gimnasia (BA)               | Buenos Aires |
| Gimnasia y Esgrima La Plata | La Plata     |
| Huracán                     | Buenos Aires |
| Independiente               | Avellaneda   |
| Platense                    | Buenos Aires |
| Porteño                     | Buenos Aires |
| Quilmes                     | Quilmes      |
| Racing Club                 | Avellaneda   |
| River Plate                 | Buenos Aires |
| San Isidro                  | San Isidro   |
| San Lorenzo                 | Buenos Aires |
| Tigre                       | Victoria     |

## Classificação final
| Pos | Equipes                 | Pts | J  | V  | E | D  | GM | GS | SG  |
| --- | ----------------------- | --- | -- | -- | - | -- | -- | -- | --- |
| 1.  | Racing Club             | 34  | 21 | 15 | 4 | 2  | 39 | 10 | 29  |
| 2.  | Platense                | 30  | 21 | 12 | 6 | 3  | 25 | 13 | 12  |
| 3.  | River Plate             | 29  | 21 | 10 | 9 | 2  | 27 | 10 | 17  |
| 4.  | Gimnasia (LP)           | 27  | 21 | 9  | 9 | 3  | 21 | 12 | 9   |
| 5.  | Huracán                 | 26  | 21 | 11 | 4 | 6  | 31 | 16 | 15  |
| 6.  | Estudiantil Porteño     | 26  | 21 | 10 | 6 | 5  | 37 | 22 | 15  |
| 7.  | San Lorenzo             | 23  | 21 | 9  | 5 | 7  | 16 | 25 | -9  |
| 8.  | Porteño                 | 22  | 21 | 7  | 8 | 6  | 32 | 26 | 6   |
| 9.  | Gimnasia (BA)           | 21  | 21 | 8  | 5 | 8  | 31 | 29 | 2   |
| 10. | Tigre                   | 21  | 21 | 8  | 5 | 8  | 22 | 28 | -6  |
| 11. | Argentino de Quilmes    | 20  | 21 | 7  | 6 | 8  | 25 | 23 | 2   |
| 12. | Estudiantes de La Plata | 20  | 21 | 6  | 8 | 7  | 26 | 26 | 0   |
| 13. | San Isidro              | 20  | 21 | 7  | 6 | 8  | 29 | 32 | -3  |
| 14. | Boca Juniors            | 20  | 21 | 7  | 6 | 8  | 25 | 29 | -4  |
| 15. | Independiente           | 20  | 21 | 6  | 8 | 7  | 13 | 17 | -4  |
| 16. | Columbian               | 19  | 21 | 6  | 7 | 8  | 24 | 26 | -2  |
| 17. | Atlanta                 | 17  | 21 | 5  | 7 | 9  | 17 | 24 | -7  |
| 18. | Banfield                | 16  | 21 | 4  | 8 | 9  | 20 | 31 | -11 |
| 19. | Estudiantes (BA)        | 15  | 21 | 5  | 5 | 11 | 27 | 33 | -6  |
| 20. | Ferro Carril Oeste      | 15  | 21 | 6  | 3 | 12 | 28 | 39 | -11 |
| 21. | Belgrano Athletic       | 13  | 21 | 5  | 3 | 13 | 20 | 40 | -20 |
| 22. | Quilmes                 | 8   | 21 | 2  | 4 | 15 | 12 | 36 | -24 |

|  |           |
|  | Campeão   |
|  | Rebaixado |

## Premiação
| Campeonato Argentino de Futebol de 1916 |
| --------------------------------------- |
| Racing Club Campeão (4° título)         |

## Bibliografía
- Estévez, Diego (2010). 38 Campeones del fútbol argentino 1891-2010. [S.l.]: Ediciones Continente. ISBN 978-950-754-301-2